# Alkoholy (sbírka)
Alkoholy je básnická sbírka, kterou napsal v roce 1913 francouzský básník Guillaume Apollinaire, ve snaze o vytvoření nového básnického jazyka a vyjádření rytmu moderní doby. Je zcela zásadní pro další vývoj evropské poezie a toto dílo bylo zařazeno mezi 100 nejdůležitějších knih 20. století podle francouzského časopisu Le Monde.